# Долгие Горы
До́лгие Го́ры — деревня в Валдайском районе Новгородской области. Входит в состав Яжелбицкого сельского поселения.

## География
Деревня находится на расстоянии 25 км к юго-западу от города Валдай, административного центра района.

### Часовой пояс
Деревня Долгие Горы, как и вся Новгородская область, находится в часовой зоне МСК (московское время). Смещение применяемого времени относительно UTC составляет +3:00.

## Население
| 2010 |
| ---- |
| 0    |